# Eliška Misáková
Eliška Misáková (n. 12 octombrie 1925, Kojetice⁠(d), Vysočina, Cehia – d. 14 august 1948, Londra, Regatul Unit) a fost o gimnastă artistică cehoslovacă, membră a echipei naționale a Cehoslovaciei la Jocurile Olimpice de vară din 1948 de la Londra. Este cunoscută pentru faptul că a fost singura sportivă din istoria olimpică care a primit o medalie de aur postumă.

## Biografie
Eliška Misáková s-a născut în localitatea Kojetice, în regiunea Vysočina, Cehoslovacia, și a crescut în orașul Vyškov. A fost activă în cadrul mișcării sportive Sokol, una dintre cele mai importante organizații de educație fizică din Europa Centrală, devenind membră a clubului **Sokol Vinohrady** din Praga.
În anul 1948, a fost selecționată în echipa națională de gimnastică a Cehoslovaciei pentru a participa la Jocurile Olimpice de vară de la Londra. La doar câteva zile după sosirea în capitala Marii Britanii, Misáková a acuzat simptome grave și a fost spitalizată de urgență. Diagnosticul a fost poliomielită, o boală infecțioasă extrem de periculoasă în acea perioadă, fără tratament eficient disponibil.
A fost internată într-un spital de izolare din Uxbridge, unde a murit la 14 august 1948, exact în ziua în care echipa sa a câștigat medalia de aur la proba pe echipe feminine. În semn de doliu, drapelul Cehoslovaciei a fost arborat cu o bandă neagră în timpul ceremoniei de decernare a medaliilor. Comitetul Internațional Olimpic a recunoscut oficial contribuția sa la succesul echipei și i-a acordat postum medalia de aur — un gest unic în istoria olimpică.
Sora ei mai mare, Miloslava Misáková, a fost și ea componentă a echipei câștigătoare, contribuind la performanța istorică.

## Moștenire
Cazul Eliškei Misáková este considerat unul dintre cele mai emoționante episoade din istoria Jocurilor Olimpice. Povestea sa este adesea menționată în contexte privind curajul, dedicarea și sacrificiul sportivilor. Mai multe articole, documentare și lucrări istorice au analizat impactul acestui eveniment asupra sportului cehoslovac și a mișcării Sokol.